# Свен II Дански
Свен Естридсон или Свен II од Данске (око 1019 - 28. април 1074/6) је био дански краљ од 1047. године до своје смрти.

## Долазак на власт
Рођен је у Енглеској као син Улфа Ерла и Естриде Свендсдатер, ћерке Свена I и сестре Кнута Великог. Служио је шведског краља Анунда Јакова. Заједно су пљачкали област Елба-Везер 1040. године. Ухваћен је од стране хамбуршко-бременског надбискупа, али је убрзо ослобођен. Енглеско-дански краљ Хартакнут прогласио је Свена ерлом. Свен је за Хартакнутов рачун водио кампању против норвешког краља Магнуса Доброг. Борба је настављена и након Хартакнутове смрти, када је Магнус испољио своје претензије на данску круну. Након једне победе над Магнусом (1043), Свен је стекао велики углед. Дански племићи крунисали су га за краља у Виборгу на Јиланду. Међутим, у даљим борбама био је неуспешан те се морао повући пред Магнусом у Шведску. Успео је да се врати и створи упориште у Сканији.
Рат између Магнуса и Свена потрајао је до 1045. године. Тада у Норвешку долази Харалд Сигурдсон из изгнанства и испољава своје претензије на норвешки престо. Харалд и Свен удружили су се против Магнуса. Сукоб је завршен споразумом. Магнус је пристао да дели норвешки престо са Харалдом. Магнус је умро 1047. године. На самртној постељи поделио је државу између Харалда који ће владати Норвешком и Свена који ће владати Данском.

## Борба са Харалдом Сигурдсоном
Харалд се није желео одрећи Данске. Између њега и Свена вођен је дуг рат. Хедеби је опљачкан 1050. године, а Харалд је такође похарао и Орхус. Свен је те године готово заробио Харалда који је неопрезно напао Јиланд. Харалд је наредио да се са бродова баци сва роба мислећи да ће тиме Данце одвратити од гоњења. Међутим, Свен је наредио својим људима да гоне Харалда. Харалд је потом побацао заробљенике са палубе и тако приморао Свена да се заустави како би их спасио. Године 1062. Свен је замало изгубио живот у бици код Ниса. Харалд је позвао Свена на одлучујућу битку на пролеће 1062. године. Свен се није појавио у договорено време те је Харалд отпустио део флоте. Када се Свен напокон појавио, Харалдова флота бројала је 150 бродова, а његова је била дупло бројнија. Битка је ипак завршена норвешком победом. Свен се једва спасао бегом у кућу неког сељака. Харалд се одрекао претензија на Данску 1064. године, а Свен је за узврат прихватио његову титулу норвешког краља.

## Консолидација власти
Свен је покушао да консолидује власт склапајући чврсте везе са црквом и папама. Његов најстарији син, Кнут Магнус, требало је да буде крунисан за данског краља од стране папе. Међутим, умро је на путу за Рим. Безуспешно је покушао да издејствује од папе канонизацију Харалда Плавозубог, првог хришћанског краља Данске. Подржавао је Хенрија III, цара Светог римског царства, у рату са Балдуином I од Фландрије 1049. године.
Након погибије Харалда у бици код Стамфорд Бриџа, Свен је своју пажњу усмерио ка Енглеској коју је управо освојио Вилијам I од Нормандије. У савезу са Едгаром Етелингом, последњим значајним чланом англо-саксонске краљевске куће, напао је Вилијама 1069. године. Међутим, након освајања Јорка, прихватио је да му Вилијам исплати данак ради обуставе рата. Године 1074/5. предузео је још један безуспешан напад на Енглеску.
Под владавином Свена, данска црква подељена је у 8 епархија (око 1060). Епархијама је донирао велике комаде земље. Подржавао је рад историчара Адама из Бремена, хамбуршко-бременског архиепископа, који је током његове владавине написао своје чувено дело Gesta Hammaburgensis ecclesiae pontificum. Градио је цркве широм Данске. У Сканији је у то доба било 300 цркава, више него свих осталих северно од Сканије заједно.

## Смрт
Свен је умро на једној фарми у близини Обенроа. Данске хронике датирају његову смрт у 1074. годину док неки каснији извори наводе 1076. годину као годину Свенове смрти. Сахрањен је у катедрали у Рокслајду, поред остатака епископа Вилхелма. Касније су га називали "оцем краљева" јер су пет од петнаест његових синова касније постали дански краљеви.

## Деца
Са Гидом Шведском, ћерком Анунда Јакова, имао је једног сина: Свена Свендсена, који је умро млад. Са другим женама имао је следеће синове и кћери:
- Кнут Магнус
- Харалд III Дански
- Кнут IV Дански
- Олаф I Дански
- Ерик I Дански
- Свен Тронкравер
- Улф Свендсен
- Бенедикт Свендсен
- Бјорн Свендсен
- Нилс Дански
- Сигрида Свендсдатер
- Ингерида Данска
- Свен Крсташ
- Торгилс Свендсен
- Сигурд Свендсен
- Гуторм Свендсен
- Омунд Свендсен
- Гунхилда Свендсдатер
- Ранхилда Свендсдатер

## Породично стабло
|  |                               |  |  |  |  |  |  |  |  |  |  |  |  |  |  |  |
|  | 8. Бјорн                      |  |  |  |  |  |  |  |  |  |  |  |  |  |  |  |
|  |                               |  |  |  |  |  |  |  |  |  |  |  |  |  |  |  |
|  |                               |  |  |  |  |  |  |  |  |  |  |  |  |  |  |  |
|  | 4. Торкел Дански              |  |  |  |  |  |  |  |  |  |  |  |  |  |  |  |
|  |                               |  |  |  |  |  |  |  |  |  |  |  |  |  |  |  |
|  |                               |  |  |  |  |  |  |  |  |  |  |  |  |  |  |  |
|  | 2. Улд Ерл                    |  |  |  |  |  |  |  |  |  |  |  |  |  |  |  |
|  |                               |  |  |  |  |  |  |  |  |  |  |  |  |  |  |  |
|  |                               |  |  |  |  |  |  |  |  |  |  |  |  |  |  |  |
|  | 1. Свен II Естридсон          |  |  |  |  |  |  |  |  |  |  |  |  |  |  |  |
|  |                               |  |  |  |  |  |  |  |  |  |  |  |  |  |  |  |
|  |                               |  |  |  |  |  |  |  |  |  |  |  |  |  |  |  |
|  | 24. Горм Стари                |  |  |  |  |  |  |  |  |  |  |  |  |  |  |  |
|  |                               |  |  |  |  |  |  |  |  |  |  |  |  |  |  |  |
|  |                               |  |  |  |  |  |  |  |  |  |  |  |  |  |  |  |
|  | 12. Харалд Плавозуби          |  |  |  |  |  |  |  |  |  |  |  |  |  |  |  |
|  |                               |  |  |  |  |  |  |  |  |  |  |  |  |  |  |  |
|  |                               |  |  |  |  |  |  |  |  |  |  |  |  |  |  |  |
|  | 25. Тира Данска               |  |  |  |  |  |  |  |  |  |  |  |  |  |  |  |
|  |                               |  |  |  |  |  |  |  |  |  |  |  |  |  |  |  |
|  |                               |  |  |  |  |  |  |  |  |  |  |  |  |  |  |  |
|  | 6. Свен I Рашљобради          |  |  |  |  |  |  |  |  |  |  |  |  |  |  |  |
|  |                               |  |  |  |  |  |  |  |  |  |  |  |  |  |  |  |
|  |                               |  |  |  |  |  |  |  |  |  |  |  |  |  |  |  |
|  | 3. Естрида Свендсдатер        |  |  |  |  |  |  |  |  |  |  |  |  |  |  |  |
|  |                               |  |  |  |  |  |  |  |  |  |  |  |  |  |  |  |
|  |                               |  |  |  |  |  |  |  |  |  |  |  |  |  |  |  |
|  | 7. Сигрида Горда (легендарна) |  |  |  |  |  |  |  |  |  |  |  |  |  |  |  |
|  |                               |  |  |  |  |  |  |  |  |  |  |  |  |  |  |  |
|  |                               |  |  |  |  |  |  |  |  |  |  |  |  |  |  |  |